# 1716 Peter
1716 Peter (1934 GF) là một tiểu hành tinh vành đai chính được phát hiện ngày 4 tháng 4 năm 1934 bởi K. Reinmuth ở Heidelberg.